# Phasmahyla spectabilis
Phasmahyla spectabilis é uma espécie de anfíbio da família Phyllomedusidae. Endêmica do Brasil, sua distribuição geográfica é restrita aos municípios de Santa Maria do Salto, no estado de Minas Gerais e Jussari, Arataca e Camacan, no sul do estado da Bahia.